# Креншо (Мисисипи)
Креншо (енгл. Crenshaw) град је у америчкој савезној држави Мисисипи.

## Демографија
По попису из 2010. године број становника је 885, што је 31 (-3,4%) становника мање него 2000. године.
| Група             | 2000.       | 2010.       |
| Белци             | 253 (27,6%) | 191 (21,6%) |
| Афроамериканци    | 655 (71,5%) | 683 (77,2%) |
| Азијати           | 1 (0,1%)    | 0 (0,0%)    |
| Хиспаноамериканци | 5 (0,5%)    | 7 (0,8%)    |
| Укупно            | 916         | 885         |